# Conferința de Vest (MLS)

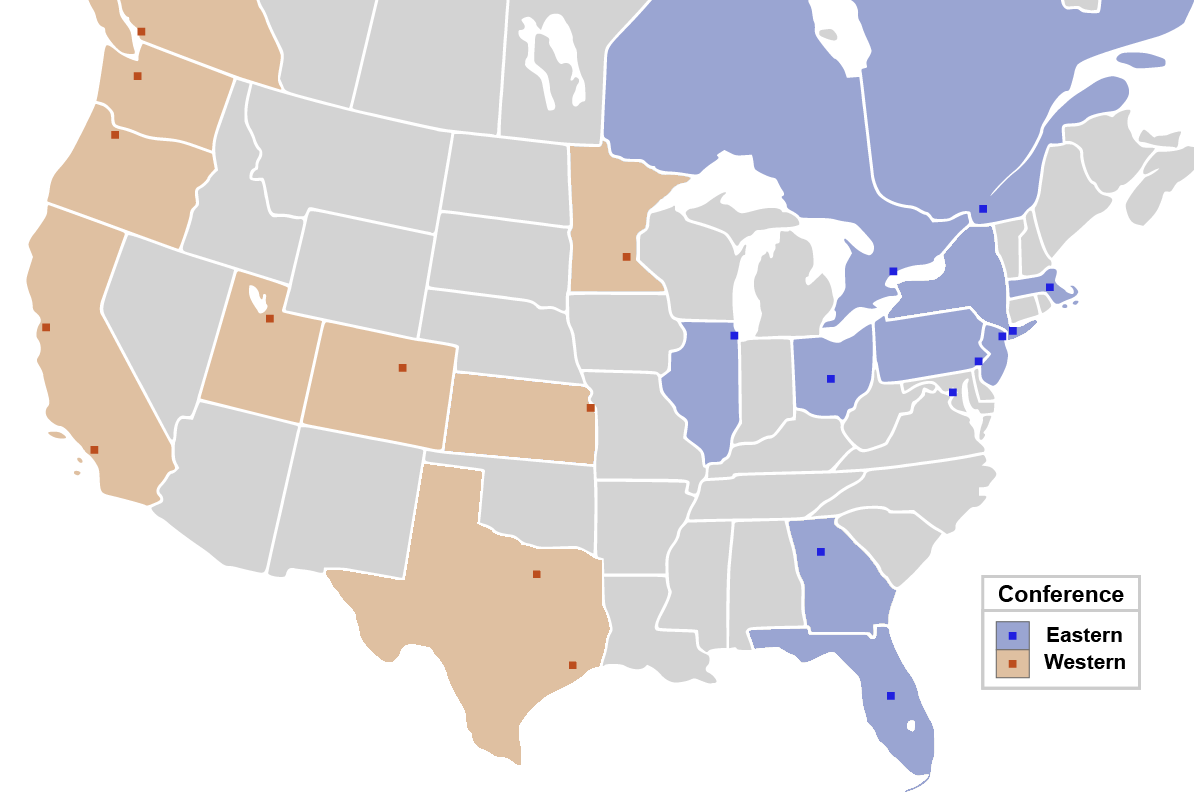
Localizarea echipelor din MLS; Echipele din Conferința de Vest sunt marcate cu maro

Conferința de Vest este una din cele două conferințe ale Major League Soccer.

## Membri

### Curent
| Echipa                 | Oraș              | Stadion                    | Anul apariției                        |
| ---------------------- | ----------------- | -------------------------- | ------------------------------------- |
| Austin FC              | Austin, TX        | Q2 Stadium                 | 2021                                  |
| Colorado Rapids        | Commerce City, CO | Dick's Sporting Goods Park | 1996                                  |
| FC Dallas              | Frisco, TX        | Toyota Stadium             | 1996-1999 (Dallas Burn), 2002         |
| Houston Dynamo         | Houston, TX       | BBVA Compass Stadium       | 2008-2010, 2015-                      |
| Los Angeles Galaxy     | Carson, CA        | StubHub Center             | 1996                                  |
| Los Angeles FC         | Los Angeles, CA   | Banc of California Stadium | 2018                                  |
| Minnesota United FC    | Minneapolis, MN   | TCF Bank Stadium           | 2017                                  |
| Portland Timbers       | Portland, OR      | Providence Park            | 2011                                  |
| Real Salt Lake         | Sandy, UT         | Rio Tinto Stadium          | 2005                                  |
| San Diego FC           | San Diego, CA     | Snapdragon Stadium         | 2025                                  |
| San Jose Earthquakes   | San Jose, CA      | Avaya Stadium              | 1996-2005, 2008                       |
| Seattle Sounders FC    | Seattle, WA       | CenturyLink Field          | 2009                                  |
| Sporting Kansas City   | Kansas City, KS   | Children's Mercy Park      | 1996-2004 (Kansas City Wizards), 2015 |
| St. Louis City SC      | Saint Louis, MI   | Energizer Park             | 2023                                  |
| Vancouver Whitecaps FC | Vancouver, BC     | BC Place                   | 2011                                  |

## Prezențe în conferință

### 1996

#### Echipele din 1996
- Colorado Rapids
- Dallas Burn
- Kansas City Wiz
- Los Angeles Galaxy
- San Jose Clash

#### Modificări față de 1995
- Crearea Major League Soccer

### 1997

#### Echipele din 1997
- Colorado Rapids
- Dallas Burn
- Kansas City Wizards
- Los Angeles Galaxy
- San Jose Clash

#### Modificări față de 1996
- Kansas City și-a schimbat numele din Wiz în Wizards

### 1998–99

#### Echipele din 1998–99
- Chicago Fire
- Colorado Rapids
- Dallas Burn
- Kansas City Wizards
- Los Angeles Galaxy
- San Jose Clash

#### Modificări față de 1997
- Chicago Fire a fost adăugată la extinderea din 1998

### 2000–01

#### Echipele din 2000–01
- Colorado Rapids
- Kansas City Wizards
- Los Angeles Galaxy
- San Jose Earthquakes

#### Modificări față de 1999
- Conferința de Vest și-a schimbat numele în Divizia de Vest o dată cu crearea noii Diviziei Centrale
- Chicago Fire și Dallas Burn s-au mutat în Divizia Centrală
- San Jose Clash și-a schimbat numele din Clash în Earthquakes

### 2002–04

#### Echipele din 2002–04
- Colorado Rapids
- Dallas Burn
- Kansas City Wizards
- Los Angeles Galaxy
- San Jose Earthquakes

#### Modificări față de 2001
- Divizia de Vest și-a schimbat numele înapoi în Conferința de Vest ca urmare a dizolvării echipelor Miami Fusion și Tampa Bay Mutiny, desființându-se astfel Divizia Centrală
- Dallas Burn a fost mutată din Divizia Centrală

### 2005

#### Echipele din 2005
- Chivas USA
- Colorado Rapids
- FC Dallas
- Los Angeles Galaxy
- Real Salt Lake
- San Jose Earthquakes

#### Modificări față de 2004
- Chivas USA și Real Salt Lake au fost adăugate la extinderea din 2005
- Kansas City Wizards s-a mutat în Conferința de Est
- Dallas și-a schimbat numele din Dallas Burn în FC Dallas

### 2006–07

#### Echipele din 2006–07
- Chivas USA
- Colorado Rapids
- FC Dallas
- Houston Dynamo
- Los Angeles Galaxy
- Real Salt Lake

#### Modificări față de 2005
- San Jose Earthquakes a luat o pauză din a mai juca în MLS. Houston Dynamo s-a alăturat ligii ca o nouă echipă.

### 2008

#### Echipele din 2008
- Chivas USA
- Colorado Rapids
- FC Dallas
- Houston Dynamo
- Los Angeles Galaxy
- Real Salt Lake
- San Jose Earthquakes

#### Modificări față de 2007
- San Jose Earthquakes a revenit în MLS

### 2009–10

#### Echipele din 2009–10
- Chivas USA
- Colorado Rapids
- FC Dallas
- Houston Dynamo
- Los Angeles Galaxy
- Real Salt Lake
- San Jose Earthquakes
- Seattle Sounders FC

#### Modificări față de 2008
- Seattle Sounders FC a fost adăugată la extinderea din 2009

### 2011–14

#### Echipele din 2011–14
- Chivas USA
- Colorado Rapids
- FC Dallas
- Los Angeles Galaxy
- Portland Timbers
- Real Salt Lake
- San Jose Earthquakes
- Seattle Sounders FC
- Vancouver Whitecaps FC

#### Modificări față de 2010
- Portland Timbers și Vancouver Whitecaps FC au fost adăugate la extinderea din 2011. Houston a fost mutată în Conferința de Est.

### 2015–16

#### Echipele din 2015-16
- Colorado Rapids
- FC Dallas
- Houston Dynamo
- Los Angeles Galaxy
- Portland Timbers
- Real Salt Lake
- San Jose Earthquakes
- Seattle Sounders FC
- Sporting Kansas City
- Vancouver Whitecaps FC

#### Modificări față de 2014
- Chivas USA s-a desființat
- Sporting Kansas City și Houston Dynamo s-au mutat în Conferința de Vest[1]

### 2017

#### Echipele din 2017
- Colorado Rapids
- FC Dallas
- Houston Dynamo
- Los Angeles Galaxy
- Minnesota United FC
- Portland Timbers
- Real Salt Lake
- San Jose Earthquakes
- Seattle Sounders FC
- Sporting Kansas City
- Vancouver Whitecaps FC

#### Modificări față de 2016
- Minnesota United FC a fost adăugată.[2]